# Rosenus severus
Rosenus severus är en insektsart som beskrevs av Alexander Fyodorovich Emeljanov 1972. Rosenus severus ingår i släktet Rosenus och familjen dvärgstritar. Inga underarter finns listade i Catalogue of Life.